# Le Crime du père Amaro (film, 2005)
Pour les articles homonymes, voir Le Crime du père Amaro.
Pour plus de détails, voir Fiche technique et Distribution.
Le Crime du père Amaro (portugais : O Crime do Padre Amaro) est un film portugais réalisé par Carlos Coelho da Silva, sorti le 27 octobre 2005.

## Synopsis
Tiré du roman d'Eça de Queiroz, Le Crime du père Amaro décrit les tourments d'un jeune prêtre envoyé dans la banlieue de Lisbonne et partagé entre sa foi et son désir irrépressible pour une magnifique jeune femme.

## Fiche technique
- Production : Alexandre Valente - Joaquim Carvalho
- Photographie : Iñes Carvalho - Mário Castanheira - José Pedro Torres
- Montage : João Pedro Torres
- Musique : Sam the Kid - Pacman
- Décors : Catarina Amaro
- Format : Couleur

## Distribution
- Jorge Corrula : Père Amaro Vieira
- Soraia Chaves : Amélia
- Nicolau Breyner : Cónego Francisco Dias
- Glória Férias : Joaneira
- Ana Bustorff : Gertrudes
- Nuno Melo : João Eduardo
- Cláudia Semedo : Carolina
- Hugo Sequeira : Quimbé
- Margarida Miranda : Beatriz
- Diogo Morgado : Libaninho
- Rui Unas : Alex
- Pedro Barbeitos : Johnny